# The Cistercian Monks of Stift Heiligenkreuz
The Cistercian Monks of Stift Heiligenkreuz (français : Les moines cisterciens de Stift Heiligenkreuz) est le nom artistique de la chorale des moines cisterciens de l'abbaye de Heiligenkreuz en Basse-Autriche qui ont jusqu'à présent enregistré six CD de chant grégorien qui ont attiré l'attention du public musical européen et mondial. Les noms des chanteurs individuels n'ont jamais été publiés spécifiquement parce que les moines se considèrent avant tout comme des personnes dédiées à Dieu qui chantent pour des raisons religieuses et non professionnelles.
En 2011, les moines de Heiligenkreuz ont fondé leur propre label discographique, Obsculta Music. Ils ont reçu des prix et des reconnaissances prestigieux pour leurs réalisations musicales publiques. Leur premier album de musique Chant: Music for Paradise a été publié par Universal Music en 2008 (sous ce nom, l'album est sorti en Europe, tandis que dans le reste du monde, il est sorti sous le titre Chant: Music for the Soul). Seul cet album a remporté plusieurs prix d'or et de platine peu de temps après sa sortie et a également remporté en 2009 le prix de musique allemande ECHO Klassik dans la catégorie Bestseller of the Year (français : Bestseller de l'année).

## Discographie

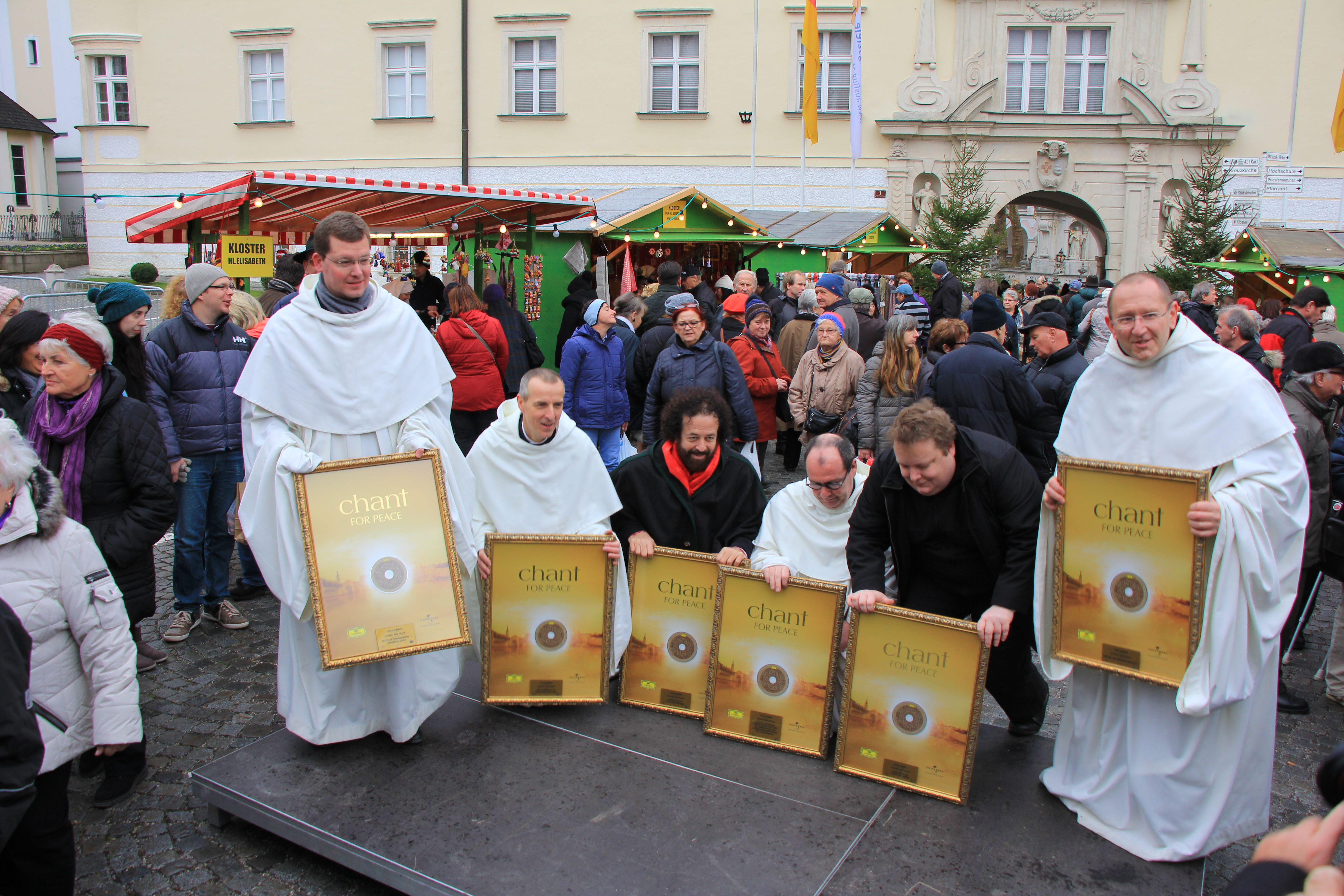
Prix "Disque d'or" aux Cisterciens de Heiligenkreuz pour l'album Chant for Peace (2015)

- 2008 – Chant: Music for Paradise, UCJ Music / Universal Music, CD 4766774[4] / Chant: Music for the Soul, London – Decca, CD B0011489-02[5]
- 2008 – Chant: Music for Paradise, Universal Music / UCJ Music, 2xCD 4766977[6]
- 2010 – Best of Gregorian Chant (compilation): Zisterzienser Mönche vom Stift Heiligenkreuz, Choralschola des Klosters Santo Domingo de Silos u.a., Deutsche Grammophon, CD 480 3408[7]
- 2011 – Chant: Amor et Passio, Obsculta Music / Preiser Records, CD 91200[8],[9]
- 2011 – VESPERÆ. Baroque Vespers at Stift Heiligenkreuz – Ensemble dolce risonanza, Florian Wieninger & The Cistercian Monks of Stift Heiligenkreuz, Oehms Classics, CD 826[10],[11]
- 2012 – Chant: Stabat Mater, Obsculta Music, CD OM 0003[12]
- 2012 – Chant: Missa Latina, Obsculta Music, CD OM 0002[13]
- 2014 – Chant: Into the Light, Obsculta Music, CD OSM 0004[14]
- 2015 – Chant for Peace, Deutsche Grammophon, CD 479 4709 GH[15]

## Prix et honneurs
- 2008 – Disque d'or pour l'album Chant: Music for Paradise en Belgique[16] Royaume-Uni, Allemagne et Pologne[17]
- 2008 – Disque de platine aux Pays-Bas pour l'album Chant: Music for Paradise[18]
- 2008 – Prix des médias (allemand : Medienpreis) du Prix du tourisme de Basse-Autriche 2008[19],[20]
- 2009 – Nomination pour le prix de musique Echo dans la catégorie Newcomer international (français : Nouveau venu international)[21]
- 2009 – Double Disque de platine en Pologne pour l'album Chant: Music for Paradise
- 2009 – ECHO Klassik dans la catégorie Bestseller of the Year pour l'album Chant: Music for Paradise[3]